# Vincent Crouzet
Pour les articles homonymes, voir Crouzet.
Vincent Crouzet, né le 28 avril 1964 à Lyon, est un écrivain français également connu sous le pseudonyme de Victor K.
Expert en géopolitique, spécialiste des guérillas et de l'Afrique australe, il est l'auteur, à compter de 2003, de nombreux romans d'espionnage.

## Biographie
Né d'un père ingénieur et d'une mère professeur d'histoire, Vincent Crouzet passe son adolescence aux Arcs en Savoie. Il obtient le diplôme de l'Institut d'études politiques de Grenoble avant de rejoindre Paris et les Jeunes Giscardiens. Après une école d'officier de réserve, il fait son service militaire et rejoint la DGSE,,. Il se servira de ses expériences au sein du service Missions pour nourrir ses récits et romans.
Il se spécialise, notamment, sur l'Afrique australe, s'intéressant en particulier au Mozambique et à l'Angola.[réf. nécessaire]
Il devient, en 1995, conseiller auprès du secrétaire d'État au Commerce extérieur en tant qu'expert en géopolitique, avant de rejoindre la cellule africaine officieuse de l’Élysée.[réf. nécessaire]
Il a par ailleurs vécu en Afrique du Sud, où il s'intéresse au commerce du diamant à compter de 1997.[réf. nécessaire]
En septembre 2023, il est qualifié d'« ancien agent secret controversé » et provoque une vive réaction des autorités du Niger pour avoir déclaré, à la suite du départ du pays de l'ambassadeur de France et du contingent militaire, que la France pourrait désormais mener des opérations de déstabilisation plus discrètes.

## Œuvres
- La Tête du cobra : roman, Paris, Albin Michel, 2003, 296 p. (ISBN 978-2-226-14959-6 et 2-226-14959-7) - Librairie générale française, 2006  (ISBN 2-253-11643-2)
- Rouge intense : roman, Paris, Albin Michel, 2005, 329 p. (ISBN 978-2-226-15975-5 et 2-226-15975-4) - Librairie générale française, 2007  (ISBN 978-2-253-12042-1)
- Villa Nirvana, Paris, Flammarion, 2007, 445 p. (ISBN 978-2-08-120808-7)
- Le Seigneur d'Anvers : (4C's), Paris, Flammarion, 2009, 491 p. (ISBN 978-2-08-120866-7)
- Radioactif, Paris, Éditions Belfond, coll. « Domaine Français - Policiers », 2014, 496 p.  (ISBN 978-2-7144-5651-9)
- Une affaire atomique : UraMin/Areva, l'hallucinante saga d'un scandale d'État, Paris, éditions Robert Laffont, 19 janvier 2017, 464 p. (ISBN 978-2-221-19773-8)[6],[10]
- Retex, Paris, Le Passeur, coll. « Rives Noires », 2017 (ISBN 978-2-36890-564-7)
- Vesper, Robert Laffont, 2020[11],[12]

### Série «Service Action»
- Cible Sierra, Robert Laffont, 2022
- Sauvez Zelensky !, Robert Laffont, 2022[13]
- Louve Alpha, Robert Laffont, 2023